# Provinční město
Provinční město označuje většinou takové město, které je sídlem určitého regionu, tedy přesněji provincie, jeho význam však tuto oblast nepřesahuje. 
Významně se proto odlišuje od města hlavního, či dalšího, které má určitý rys metropole (například finanční metropole, kulturní, turistická aj.) Mívá specifický ráz. Občas bývá termín provinční město používán jako narážka na jistá sídla, která se prezentují jako významnější, než ve skutečnosti jsou. Mnohá města, která byla považována za kdysi provinční, se vlivem politických či ekonomických změn transformovala na živé metropole, ve společnosti však ještě mnohdy po delší dobu dochází k nelibosti k rychle se rozvíjejícím sídlům.